# 牛首镇
牛首镇，是中华人民共和国湖北省襄阳市樊城区下辖的一个行政建制镇。
2001年前属襄阳县。2001年8月，襄阳县改为襄阳区，牛首镇、太平店镇划归樊城区。

## 行政区划
牛首镇下辖以下地区：
竹条社区、牛首社区、大张岗村、熊营村、竹条村、普陀村、卓营村、李马村、大李营村、刘古岗村、尹胡巷村、张王岗村、张营村、汤岗村、兴隆村、牛首村、庞营村、花园村、中号村、茶庵村、新集村、袁营村、长寿岛村、春芳营村、黄丰村、熊集村、李洼村、李沟村、刘官冲村、堰口村、王坡村、张湖村、汪营村、上堰村、陈李湾村和枣园村。